# 不萊梅/歐登堡大都市區

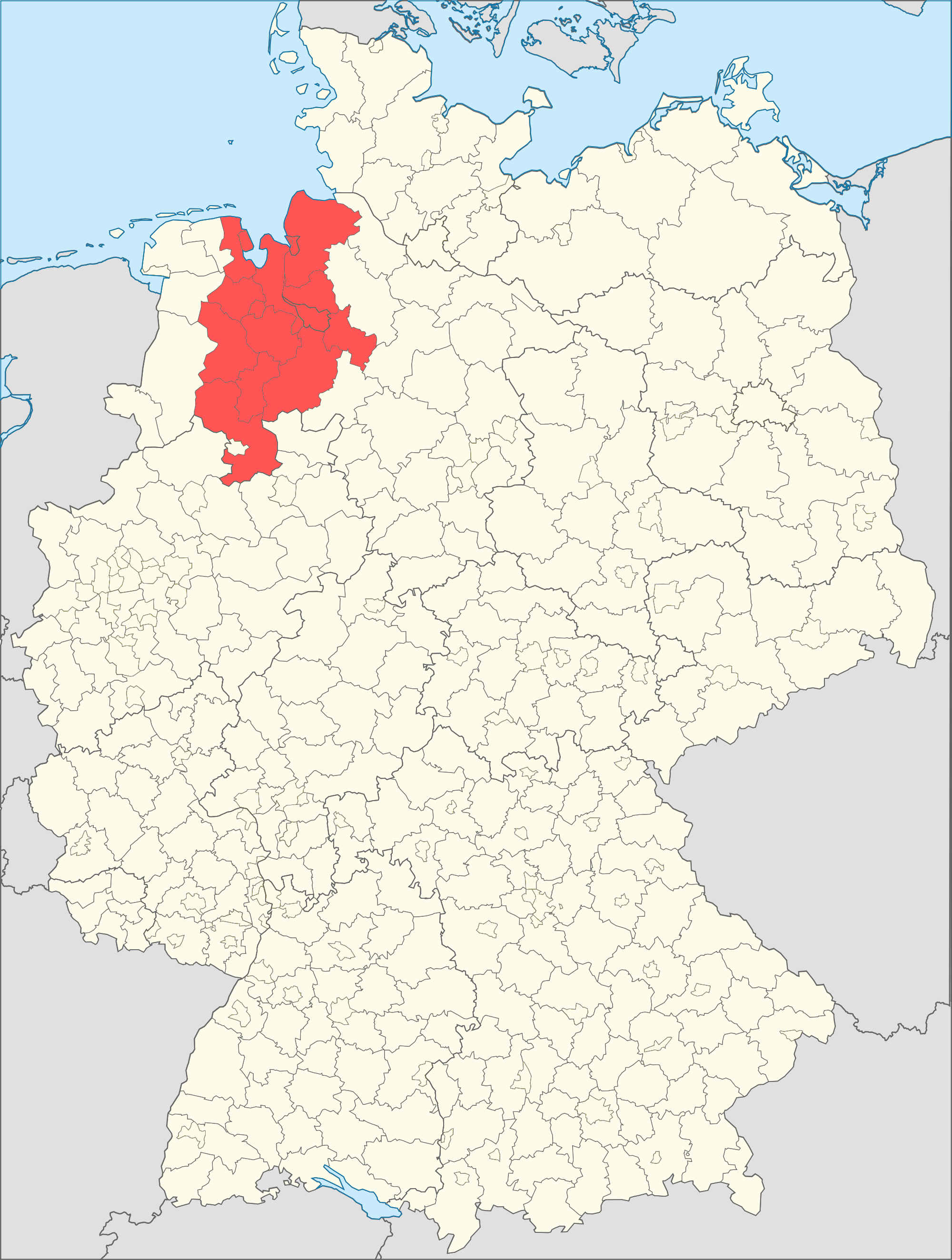
红色即为都会区范围

不萊梅／歐登堡大都市區（德語：Metropolregion Bremen/Oldenburg）是德國的11個大都市區之一，範圍包括了不來梅州以及下薩克森州的部分地區。不萊梅／歐登堡大都市區設計於2005年4月28日，中心城市是不萊梅。

## 外部連結
- www.metropolregion-bremen-oldenburg.de（页面存档备份，存于）